# 北美电话区号214、469、972和945
北美电话区号214、469、972和945是北美电话号码计划（NANP）中的电话区号，覆盖德克萨斯州达拉斯和达拉斯-沃斯堡大都会区东部大部分地区。469、972和945区号均是作为重叠电话区号分配给1947年划分出的原始区号214所覆盖的核心区域。

## 历史
1947年北美电话区号计划中的原本将德克萨斯州分为了四个编号计划区（NPA）：214、512 、713和915。该州的西北部分，从最西侧的埃尔帕索一直到到北部的德克萨斯州狭长地带以及东部的沃思堡都划给了区号915，而区号214则被分配给该州的东北部，大致从达拉斯到韦科西侧一线，到阿肯色州和路易斯安那州的边界。
1954年，塔兰特县大部分地区与区号915的东部大部分地区共同合并形成了区号817 。
尽管达拉斯大都市区在20世纪下半叶发展迅速，但这种区号分配方案仍保持了36年。1990年，区号214的整个东部区域被拆分成区号903 。
1990年的分拆计划原本被认为是一个长期的解决方案，但由于该都市区的快速发展以及手机、传真机和寻呼机的普及，区号214的号码资源在五年内就已接近枯竭。作为补救措施，达拉斯和达拉斯县以外的区域于1995年被拆分为区号972。然而仅仅两年时间之后，区号214和972再次接近号码耗尽的边缘。1999年7月1日，区号469作为大都会东部大部分地区的重叠电话区号出现。同时，区号214和972的边界被取消，972被转换为整个区域的重叠电话区号。这一改变导致该区域同时有三个区号，所有呼叫都需要十位拨号。
自2000年以来，214和972已成为塔兰特县东部（阿灵顿、贝德福德、尤利斯、格雷普韦恩、南湖和科利维尔）靠近达拉斯的部分地区的重叠电话区号。
虽然这使得这一人口刚刚超过900万人的地区有超过2300万号码可分配使用，但根据2018年的预测，到2021年中期，达拉斯地区将需要第四个区号 德克萨斯州公用事业委员会的批准区号945做为覆盖达拉斯的第四个区号。NPA 945的中心局代码分配自2021年1月15日起开始，但只有在所有现有区号都用完后才能提交请求。 